# Asturix
Asturix es una asociación dedicada al desarrollo de software libre y a la difusión del emprendimiento joven. Fue creada por  Luis Iván Cuende y actualmente es mantenida por el equipo de desarrollo. Es principalmente conocido por su sistema operativo, aunque también ha desarrollado un entorno de escritorio, Asturix On; una incubadora de start-ups, Asturix Incubator; o una plataforma de votaciones, Asturix People, entre otros.

## Asturix OS
Asturix OS fue una distribución linux basada en Ubuntu. Ha sido reconocida por medios generalistas y especializados como Linux Magazine o La Nueva España. En primera instancia, fue diseñada como una distribución linux regional, aunque finalmente se convirtió en una distribución de escritorio, cuyo nicho son los usuarios finales.
Actualmente figura como "descontinuada" en Distrowatch.

### Historia
Todo comenzó a finales de 2008 cuando Luis Iván Cuende, un estudiante de 12 años, pensó que su comunidad autónoma, Asturias, merecía tener una distribución de Linux propia. Primero se llamó AsturLinux, pero la asociación homónima AsturLinux protestó, por lo que el nombre se cambió primero a Astur GNU/Linux y posteriormente a su nombre actual, Asturix. A partir de ese momento se comenzó el desarrollo del SO. Hasta la tercera versión hubo tres "sabores": Desktop (para usuarios finales), Business (para empresas) y Lite (para ordenadores de bajos recursos). El 25 de febrero de 2009 se lanzó Asturix 1 Desktop. En el mismo día de marzo también se sacó la versión 1 Business. El proyecto Asturix fue presentado oficialmente a los medios de comunicación en octubre, en el Centro de Prensa de Oviedo. En noviembre hubo una Install Party en la Casa del Pueblo de Oviedo, un local del PSOE. La Install Party fue cubierta por un reportero de La Nueva España. Sin embargo, a pesar de la repercusión en los medios de Asturix 1, lo cierto es que era muy similar a Ubuntu. De ahí que se criticara a Asturix por ser una "derivación innecesaria".
Ese problema fue ligeramente mejorado en la segunda versión de Asturix, lanzada a principios del 2010. Fue presentada en la Escuela Politécnica de Ingeniería de Gijón. Fue cubierta por la televisión pública regional, la RTPA, y La Nueva España. Dos días más tarde Onda Cero entrevista a Luis Iván Cuende, el creador de Asturix, sobre esta distribución. En estos días también es entrevistado por la rama regional de TVE. La presentación de Asturix fue vuelta a hacer en la Universidad de Oviedo, en la Escuela de Ingeniería Informática. En abril de este mismo año (2010), DistroWatch acepta a Asturix en su lista de distribuciones, y fue también sometido a revisión.
En el mismo mes, abril, Asturix fue finalista del Premio de Innovación de Campus Party Europa 2010. Este evento fue cubierto por la rama madrileña de la Cadena Ser. La repercusión que tuvo Asturix 2 fue incluso más allá cuando medios especializados se interesaron por Asturix: Linux +, Revista Linux y Todo Linux. A pesar de todo este apoyo, hubo grupos de usuarios, situados principalmente en Asturias, que dijeron que Asturix 2 era solo una "copia remastersys" de Ubuntu.
La tercera edición de Asturix fue sacada en diciembre de 2010. Hubo muchos cambios en esta edición: solo hubo dos versiones, en vez de las tres que había antes; los nuevos "sabores" eran la versión principal (llamada SO) y la de bajos recursos (llamada Lite). Las principales mejores de la nueva versión fueron la adición del reconocimiento facial, para el login; el uso de aplicaciones web (gracias a una aplicación propia de Asturix, Asturix Bridge) y la creación de nuevas aplicaciones propias de la distribución; además de varias modificaciones en el SO. Cuando esta versión fue lanzada tuvo una gran repercusión. Tanto es así que DistroWatch realizó una nueva review de Asturix. Unos días más tarde, en el ranking de 7 días de DistroWatch, que muestra el impacto de una distribución a corto plazo, Asturix alcanzó el puesto 6. Entre tanto, Asturix fue presentado en Madrid y Langreo (Asturias). A principios de 2011, Asturix se constituyó como una asociación, que fue presentada en público más tarde en un evento cubierto por La Nueva España. En julio, Asturix es invitada como asociación organizadora a Campus Party España. Jon "maddog" Hall se interesó por el proyecto, y un mes más tarde escribió sobre él en la revista americana Linux Magazine. Él incluso cedió los últimos 10 minutos de su charla en Campus Party España, en los que Luis Iván presentó Asturix On, un entorno de escritorio basado en tecnologías web.
A finales de 2011, Luis Iván, como creador de Asturix On, ganó el concurso HackNow de HackFwd, al mejor programador menor de 18 años. El periódico 20 minutos le hizo una entrevista días más tarde sobre este premio. La RTPA emuló a este periódico días más tarde. Unos días más tarde, Asturix fue nominado a los premios de innovación de Campus Party Milenio, celebrada en Granada. En noviembre de 2011 Asturix celebra su primer evento, "Juventud y cultura libre", patrocinado por CENATIC. Este evento fue cubierto por La Nueva España y apoyado por Creative Commons España.
En enero de 2012 fue lanzada la cuarta edición de Asturix. Su novedad estrella fue Asturix On, y mantuvo las aplicaciones propias de Asturix que aparecieron en la edición pasada. Debido a la inclusión de Asturix On, esta edición tuvo más impacto que las anteriores. DistroWatch hizo otro examen más, y el editor la denominó como "una mezcla de todo". De nuevo se alcanzó la sexta posición en la lista de "los últimos 7 días" en DistroWatch. Numerosos blogs anunciaron la nueva versión de Asturix, algunos tan destacados como Genbeta. Asturix también apareció en Televisión Española (en dos ocasiones).
Actualmente, el desarrollo del SO está parado debido a la falta de tiempo de su creador, Luis Iván Cuende; y a la inactividad del Dev Team.
En 2022, la Wayback Machine aceptó la Distro de Asturix 4.

## Asturix Incubator
Después del I Congreso de Juventud y cultura libre se vislumbró la posibilidad de crear una incubadora de start-ups. Eso se materializó a principios de 2012 con la presentación de Asturix Incubator. En estos momentos, el proyecto Asturix se ha decantado por la incubadora, en detrimento del SO.

## Asturix People
Asturix People (accesible a través de este backup de la Wayback machine) fue un proyecto secundario que ahora se encuentra discontinuado. Fue desarrollado en 2011. Es un software de votación, preparado para ser usado en web. Fue creado cuando comenzó el movimiento 15M. Fue diseñado como una plataforma de democracia directa.

## Galería

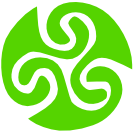
Logo actual de Asturix
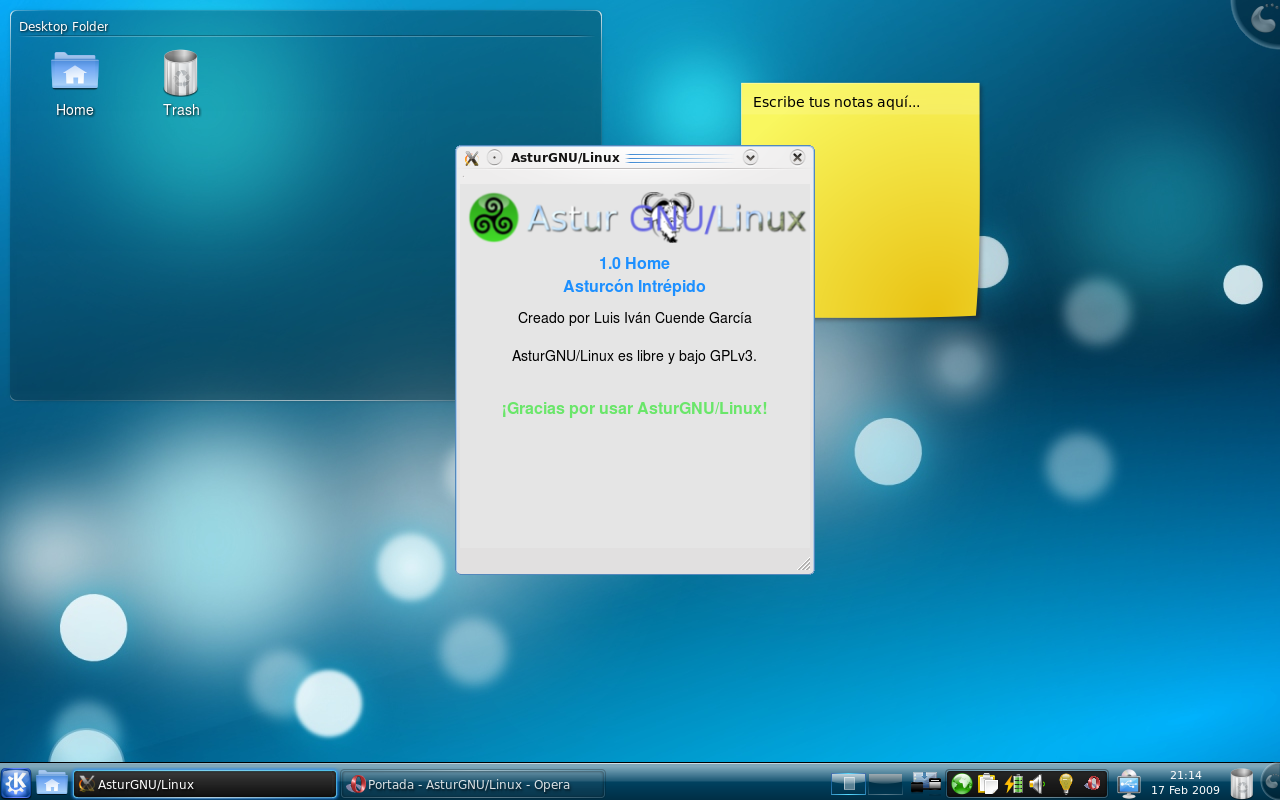
Pantallazo de Asturix 1 RC 2
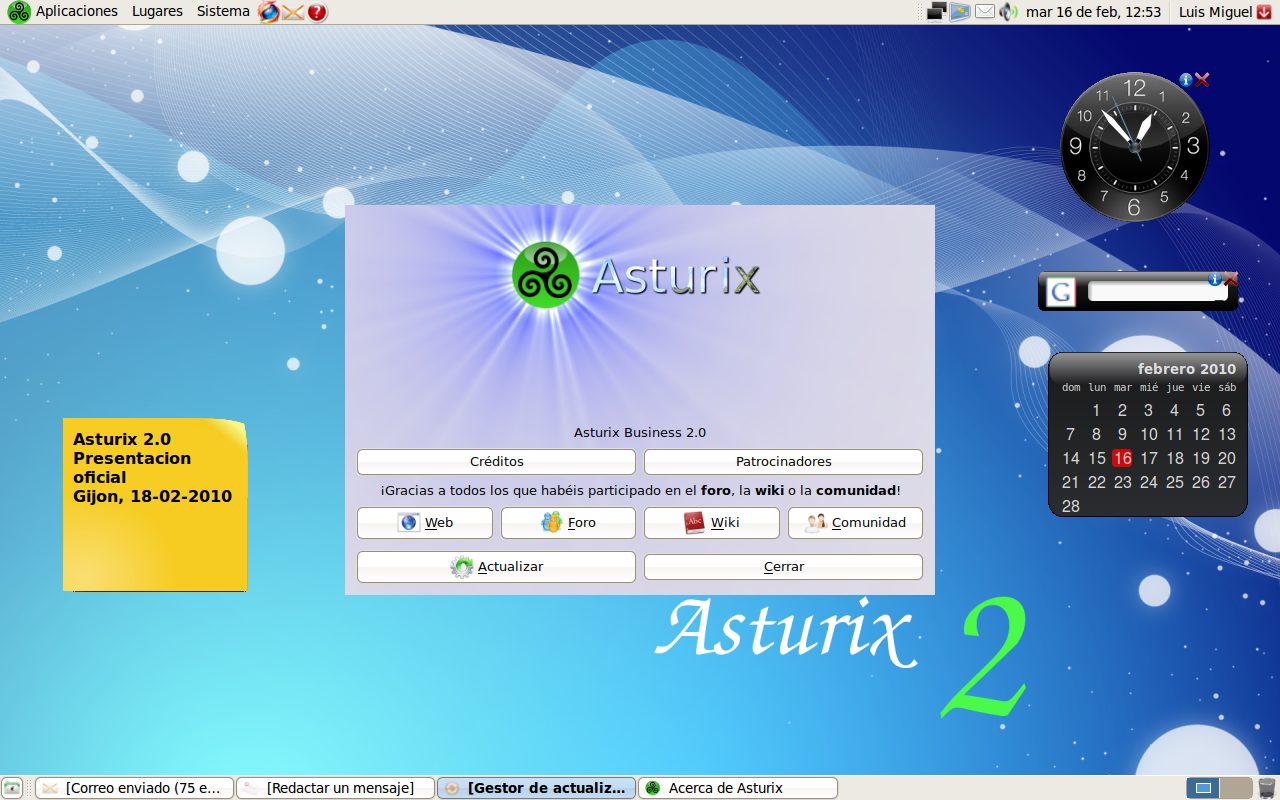
Pantallazo de Asturix 2 Business
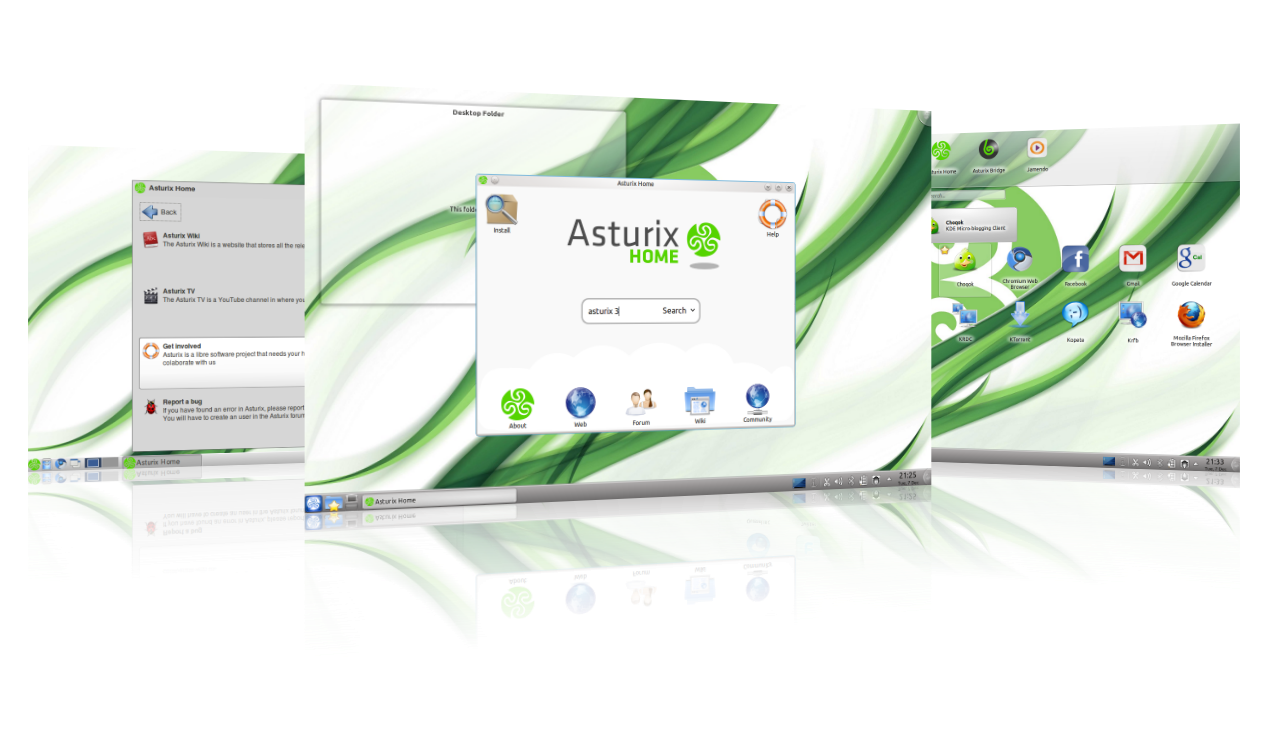
Algunos pantallazos de Asturix 3
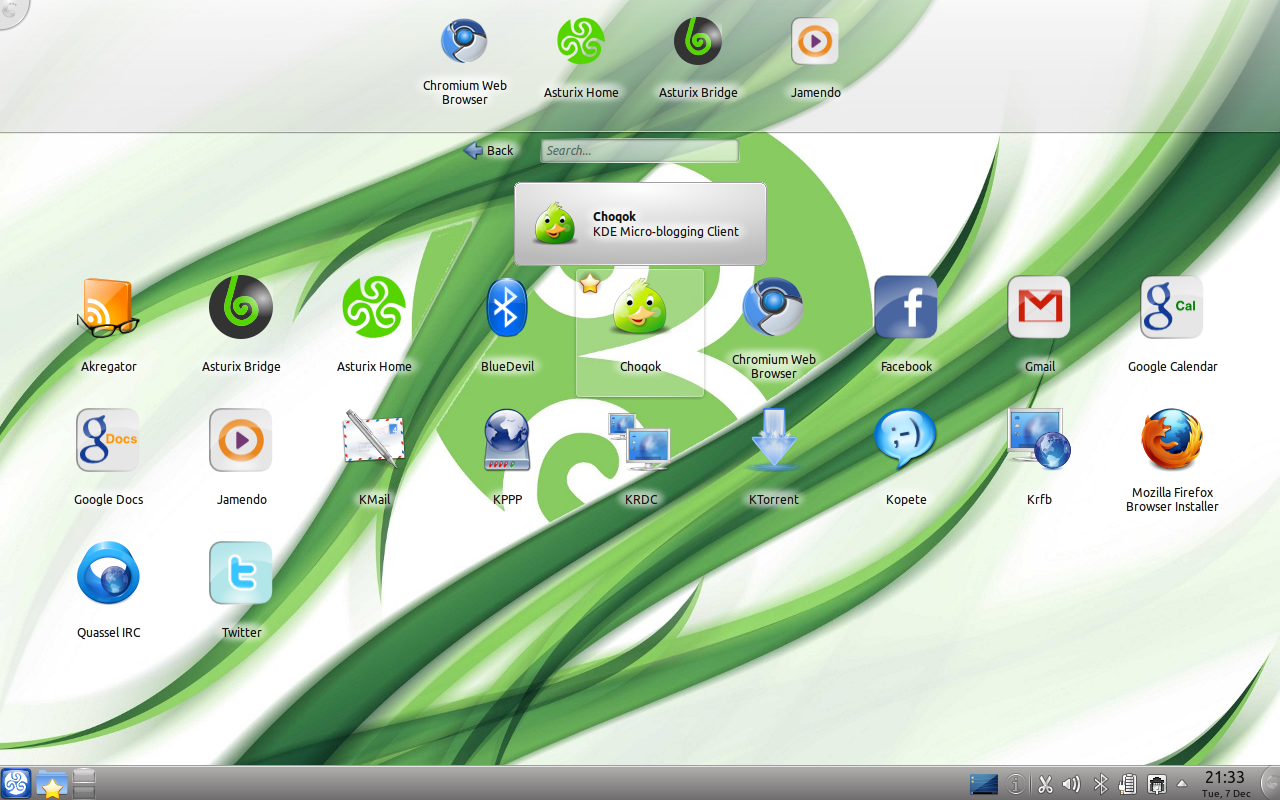
Pantallazo de Asturix 3 smostrando el netbook launcher
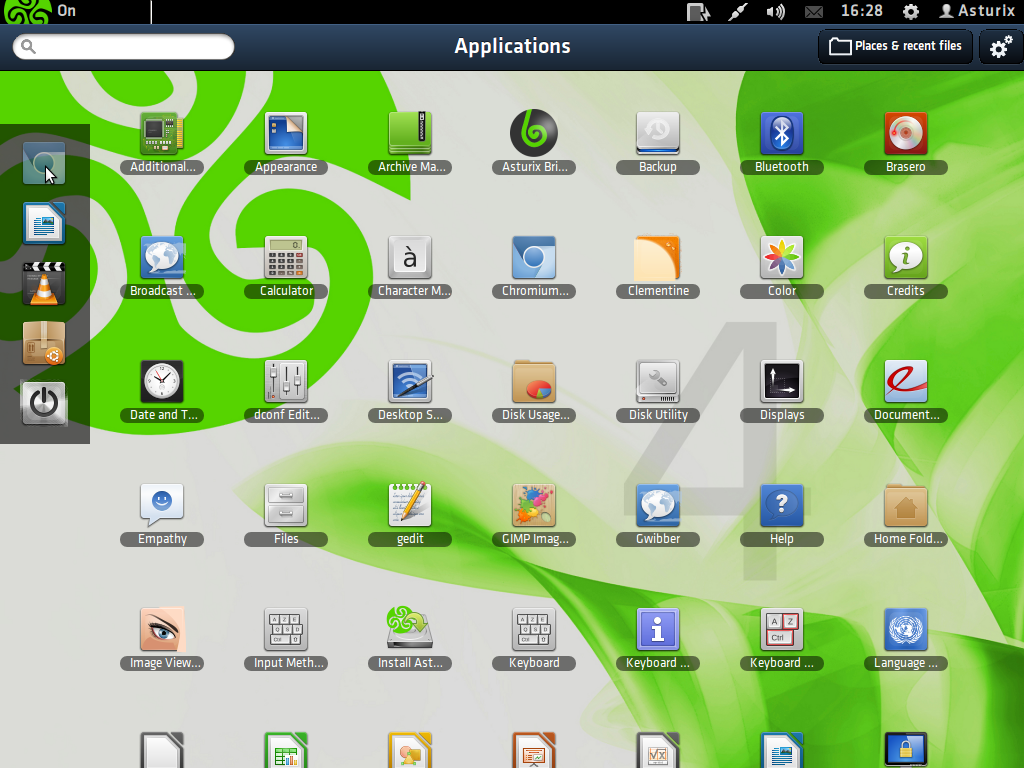
Pantallazo de la edición actual de Asturix, Asturix 4